# Emblème de la république socialiste soviétique de Lituanie

Emblème de la république socialiste soviétique de Lituanie.

Les armoiries de la RSS de Lituanie ont été adoptées en 1940 par le gouvernement lituanien de la RSS. Le blason est basé sur le blason de l'Union soviétique. Il place en avant les symboles de l'agriculture (les branches de chêne et de blé). Le lever de soleil représente l'avenir de la nation lituanienne, l'étoile rouge, ainsi que la faucille et le marteau pour la victoire du communisme et le « monde socialiste de la communauté d'États ».
La banderole porte la devise (« Prolétaires de tous les pays, unissez-vous ! ») à la fois en russe et en lituanien (Visų šalių proletarai, vienykitės!).
Les initiales de la RSSL sont affichées uniquement dans la langue lituanienne, LTSR, pour Lietuvos Tarybų Socialistinė Respublika, la république socialiste soviétique de Lituanie.
Les armoiries pré-soviétiques de la Lituanie ont été restaurées en 1990.